# Дуклер Валентин Самійлович
Дуклер Валентин Самійлович — український актор театру, кіно та естради. (16 травня 1908 р.  Одеса - 6 листопада 1997 р., Київ). Заслужений артист України (1940).

## Біографія
Народився 16 травня 1908 р. в Одесі. 
Закінчив Одеський музично-драматичний інститут (1930). Працював у театрах Одеси, Харкова, Києва (в Київському російському драматичному театрі ім. Лесі Українки — 1948—1966 рр.).
Майстерно виконував твори українського гумору.
Багато працював на Українському радіо.
Помер 6 листопада 1997 р. в Києві. 

## Фільмографія
Знімався у фільмах:
- «Біла смерть» (1935),
- «Щорс» (1939, Ісаак Тишлер),
- «Полум'я гніву» (1955, Немирич),
- «Зірки на крилах» (1955, епіз.),
- «Ластівка» (1957, Крусс),
- «Вогненний міст» (1958, Стрижаков),
- «Артист із Коханівки» (1961, Околесов),
- «Карти» (1964),
- «Гадюка» (1965, епіз.),
- «Розвідники» (1968, знайомий Карла.)

## Нагороди та відзнаки
1940 - Заслужений артист Української РСР